# Klemens XI

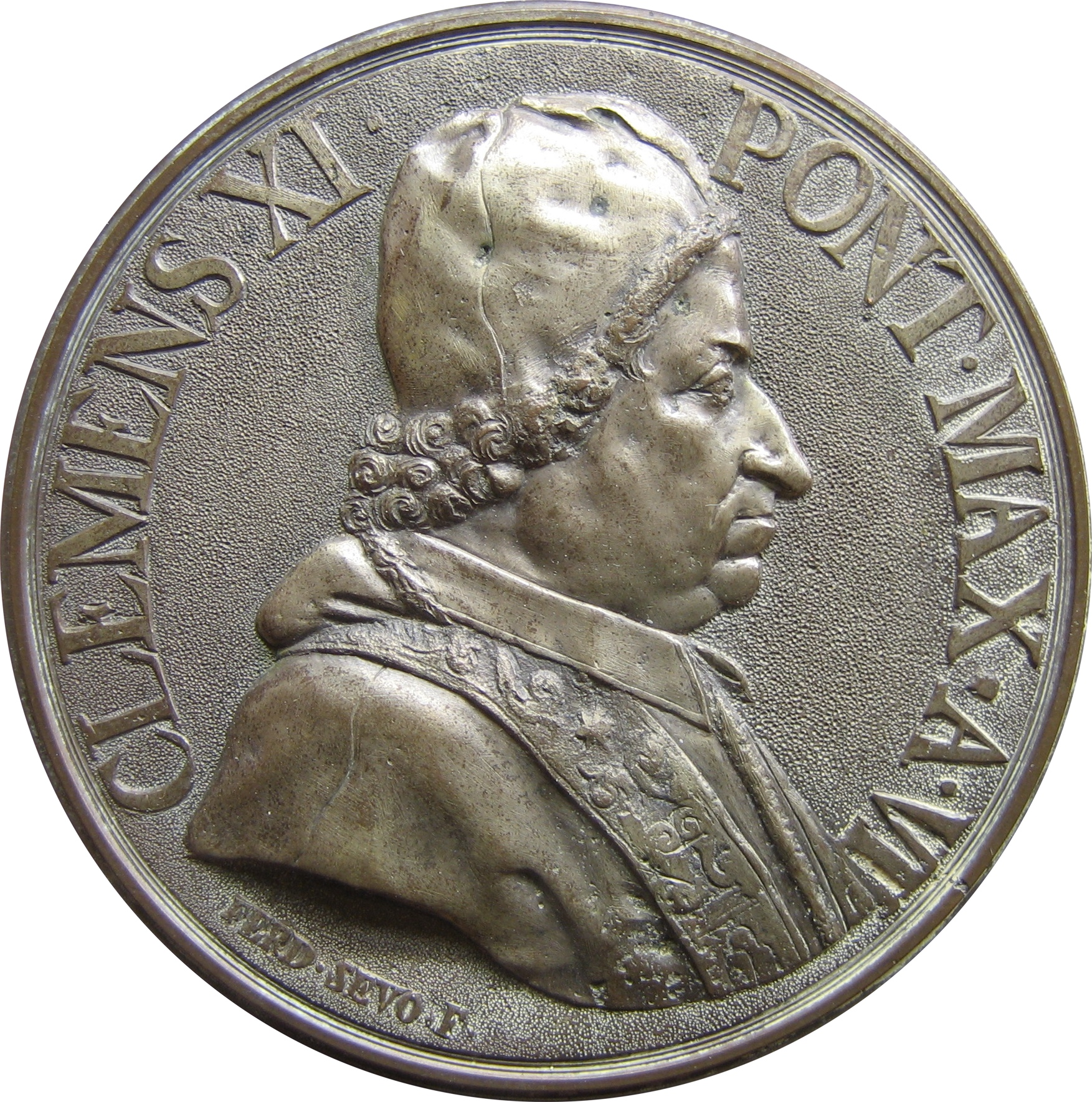
Wizerunek papieża Klemensa XI na monecie z XVIII wieku.

Klemens XI (łac. Clemens XI, właśc. Giovanni Francesco Albani; ur. 23 lipca 1649 w Urbino, zm. 19 marca 1721 w Rzymie) – włoski duchowny katolicki, 243. papież w okresie od 23 listopada 1700 do 19 marca 1721.

## Życiorys

### Wczesne życie
Był synem patrycjusza Carla Albaniego i Eleny Mosca, miał pochodzenie arboreskie. W 1660 Albani rozpoczął naukę w Kolegium Rzymskim, następnie został zaproszony przez byłą królową Szwecji Krystynę do studiów w ufundowanej przez nią akademii, gdzie obronił doktorat utroque iure. Był kanonikiem kapituły rzymskiej bazyliki S. Lorenzo in Damaso, prałatem papieskim (1677), referendarzem Trybunału Sygnatury Apostolskiej. Pełnił także godności w administracji Państwa Papieskiego, był gubernatorem Rieti, Sabiny i Orvieto. Od 1687 sekretarz ds. Brewe Apostolskich, 1688 wikariusz patriarchalnej bazyliki watykańskiej.
13 lutego 1690 papież Aleksander VIII wyniósł go do godności kardynalskiej; otrzymał tytuł diakona S. Maria in Aquiro. W 1691 brał udział w konklawe po śmierci papieża Aleksandra. Pozostał bliskim współpracownikiem kolejnego papieża Innocentego XII, przyczynił się do ogłoszenia przez Innocentego bulli Romanum decet pontificem (1692), potępiającej i znoszącej praktyki nepotyzmu. Był członkiem kilkunastu kongregacji kardynalskich:
- Kongregacji Konsystorialnej (od 1690),
- Kongregacji ds. Odpustów i Świętych Relikwii (od 1690),
- Kongregacji ds. Wód (od 1690),
- Kongregacji ds. Kościelnych Immunitetów (od 1690),
- Kongregacji Indeksu (od 1690),
- Kongregacji ds. Badania Kandydatów na Biskupów (od 1690),
- Kongregacji ds. Awinionu (od 1693),
- Kongregacji ds. Obrzędów (od 1694),
- Kongregacji ds. Wizytacji Apostolskich (od 1694),
- Kongregacji ds. Stanu Zakonnego (od 1694 do jej rozwiązania w 1698), a następnie Kongregacji ds. Dyscypliny Zakonnej (od 1698),
- Kongregacji Świętego Oficjum (od 1694),
- Kongregacji Rozkrzewiania Wiary (od 1697),
- Kongregacji ds. Sanktuarium w Loreto (od 1698),
- Kongregacji ds. Ceremoniału (od 1699),
- Kongregacji ds. Soboru Trydenckiego (od 1699).

Dopiero we wrześniu 1700 przyjął święcenia kapłańskie.

### Wybór na papieża
23 listopada 1700 konklawe po śmierci Innocentego XII, po 46 dniach obrad zadecydowano, by wybrać tzw. kandydata zelanti, czyli kardynała niebędącego politykiem. Kolegium Kardynałów wybrało kardynała Albaniego na papieża, jako kandydata kompromisowego wobec starć frakcji francuskiej i austriackiej. Elekt przez kilka dni wzbraniał się przed przyjęciem wyboru, ostatecznie zgodził się i przyjął imię Klemensa XI. W bazylice watykańskiej został prywatnie konsekrowany na biskupa 30 listopada 1700, a 8 grudnia 1700 koronowany. 10 kwietnia 1701 odbył uroczysty ingres do bazyliki laterańskiej.

### Pontyfikat
Na samym początku pontyfikatu papież został wciągnięty w hiszpańską wojnę o sukcesję, która ciągnęła się kilkanaście lat. Początkowo wspierał kandydata Burbonów Filipa Andegaweńskiego. Wkrótce potem Klemens został zaatakowany zarówno przez cesarza Leopolda I jak i króla Ludwika XIV, gdzie obaj domagali się nadania im w lenno Sycylii i Neapolu. Ponieważ cesarstwo słusznie podejrzewało papieża o profrancuskie sympatie, nowy cesarz Józef I najechał Państwo Kościelne i zajął Neapol. Klemens opowiedział się wówczas (styczeń 1709) za arcyksięciem habsburskim Karolem, a Hiszpania zerwała z Rzymem stosunki dyplomatyczne. Państwo Papieskie traciło na znaczeniu: bez udziału papieża wyłączono spod jego władzy Parmę, Piacenzę, Sardynię i Sycylię. Zignorowana została bulla papieska, protestująca przeciwko ustanowieniu niezależnej monarchii na Sycylii, gdzie rządził Wiktor Amadeusz II.
Realne zagrożenie podczas jego pontyfikatu stanowili Turcy – w 1714 wypowiedzieli wojnę Wenecji i wkrótce zajęli cały Peloponez. Dzięki pomocy finansowej papieża, 5 sierpnia 1716, armia dowodzona przez Eugeniusza Sabaudzkiego pobiła Turków w bitwie pod Petrovaradinem. Rok później armii udało się odzyskać Belgrad.
W polityce wewnętrznej papież kontynuował politykę poprzednika i sprzeciwiał się nepotyzmowi, ale Kuria Rzymska w okresie jego pontyfikatu miała opinię mocno skorumpowanej. Papież ustanowił w 1708 święto Niepokalanego Poczęcia Maryi, obchodzone w całym Kościele katolickim 8 grudnia. Był mecenasem sztuki i nauki, interesował się archeologią, wzbogacił Bibliotekę Watykańską.
Papież cieszył się poparciem króla Francji Ludwika XIV i zdecydowanie zwalczał jansenizm – 8 września 1713 wydał bullę Unigenitus, w której potępił 101 tez jansenistycznego pisarza Quesnela. 28 sierpnia 1718 obłożył jansenistów ekskomuniką. Jansenizm we Francji został praktycznie całkiem zlikwidowany, jednak nadal rozwijał się w Niderlandach, gdzie doszło do zerwania z Kościołem Rzymskim w 1723 roku.
Papież Klemens aktywnie zajmował się działalnością misyjną. Popierał misje, zakładał w Rzymie kolegia misyjne, jednak wydał także decyzję, która wywołała negatywne skutki. W listopadzie 1704 zatwierdził zakaz Świętego Oficjum, dotyczący używania przez jezuitów tzw. rytu chińskiego (nawiązującego w obrzędach do tradycji konfucjańskich). Skutkiem decyzji papieża były prześladowania katolików w Chinach i likwidacja wielu misji, mimo to zakaz utrzymał się aż do XX w. (zniósł go dopiero Pius XII w 1939).
Kreował 69 kardynałów, na piętnastu konsystorzach.

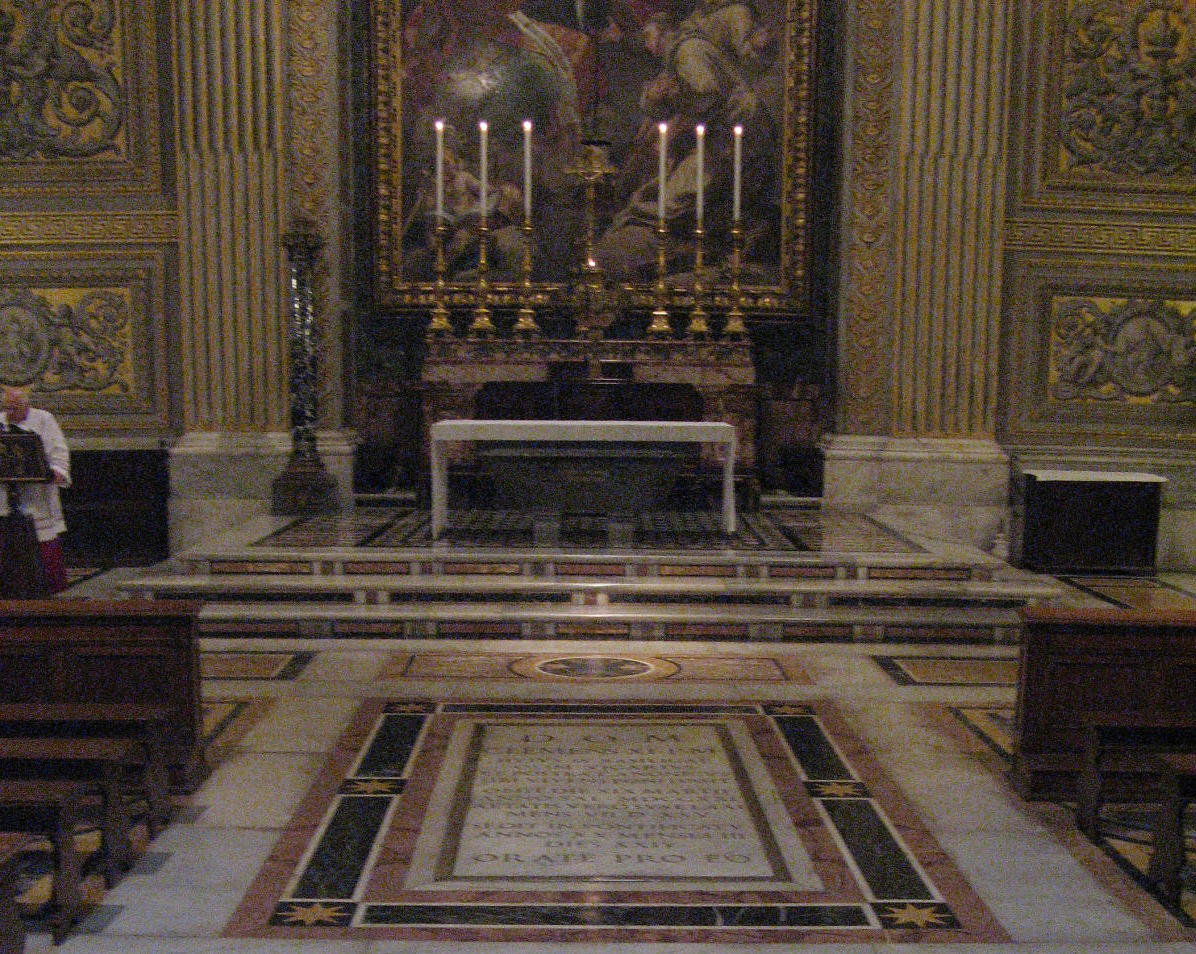
Grób Klemensa XI

Pontyfikat Klemensa XI, zazwyczaj negatywnie oceniany przez historyków, był jednym z dłuższych w historii, trwał ponad 20 lat. Papież zmarł 19 marca 1721 i został pochowany w bazylice watykańskiej (serce złożono w podziemiach kościoła SS. Vincenzo e Anastassio w Rzymie).

## Ważniejsze dokumenty dogmatyczne
- Konstytucja Unigenitus Dei Filius przeciwko nauce jansenisty Paschazego Quasnela. Papież potępił 101 tez zawartych w komentarzu Quesnela do Nowego Testamentu Les reflexions morales. Konstytucja ta uznawana jest za dokument wiary Kościoła (BF, s. 339, Poznań, 2000).